# 史波勒極小期
史波勒極小期(Spörer Minimum )是一個從1460年至1550年，長達90年的太陽活動低潮期(亦有人認為是從1420〜1570年，長達百餘年)，是由John A. Eddy在1976年發表於科學這本期刊上，一篇具有里程碑意義，標題為蒙德極小期的論文中確定和命名。它發生在直接觀測太陽黑子之前，因此是通過分析樹木年輪中碳-14的含量發現的，這與太陽活動密切相關。  史波勒極小期是以德國天文學家古斯塔夫·史波勒之名命名。

## 太陽活動史
有關太陽活動的細節，請參閱：太陽週期。
| 事件         | 開始 | 結束 |
| ------------ | ---- | ---- |
| 歐特極小期   | 1010 | 1050 |
| 歐特極小期   | 1040 | 1080 |
| 中世紀極大期 | 1100 | 1250 |
| 沃夫極小期   | 1280 | 1350 |
| 史波勒極小期 | 1460 | 1550 |
| 蒙德極小期   | 1645 | 1715 |
| 道爾頓極小期 | 1790 | 1830 |
| 現代極大期   | 1950 | 2009 |

放射性碳記錄的太陽活動事件。1950年以後的數值未顯示。

太陽活動通常以太陽黑子計數的形式來表示，但這種測量方法只有在西方天文學家對太陽黑子觀測進行常規記錄之後的一段時間之後才是可靠的。對於有太陽黑子記錄之前的時期，太陽活動可以從代用方法中找到，最顯著的是地球中與宇宙射線相互作用產生的放射性同位素，這些放射線同位素是由太陽活動調節的。史波勒用碳-14的數量與太陽活動的高低相關的事實，以碳-14法來確定太陽活動的最小值。
Wilfried Schröder發表了一份在史波勒極小期觀測到北極光的表，顯示太陽週期的活動。宮原等人同樣發現，即使在最小值期間，11年的太陽活動週期在碳-14記錄中仍然是明顯可見的。11年週期的振幅似乎只在1455年到1510年之間被調整過。
江和徐查看了這一時期中國的太陽黑子記錄和極光觀測，認為1450年到1560年的最小期是似是而非的。他們建議太陽黑子的最小期為1400年到1510年。

## 可能與氣候有關
與隨後的蒙德極小期一樣，史波勒極小期恰逢地球氣候比平均溫度低的時候。這種關聯產生了這樣的假設，即太陽活動的減弱會產生比全球平均溫度更低的溫度，儘管江和徐指出，雖然1430〜1520年間(開始時間略早於史波勒極小期)確實比中國的平均溫度低，但1520〜1620年期間(極小期的後半段)卻比平均溫度高。
太陽活動導致氣候變遷的具體機制尚未建立。一種理論是由於太陽輸出的變化，因而改變了北極和北大西洋振盪。
在13世紀的維京沉積物遺蹟和在17世紀的"小冰河期"引起蒙德極小期有400年週期的爭議，而史波勒極小期也符合這個數值。果真如此將會對目前的全球暖化造成衝擊性的爭議（更正確的說法應該是溫室效應）。無論是支持或反對全球暖化的論點，都獲多或少的必須要考慮與這個400年（或更長時間）週期活動間的關聯。